# Комбер

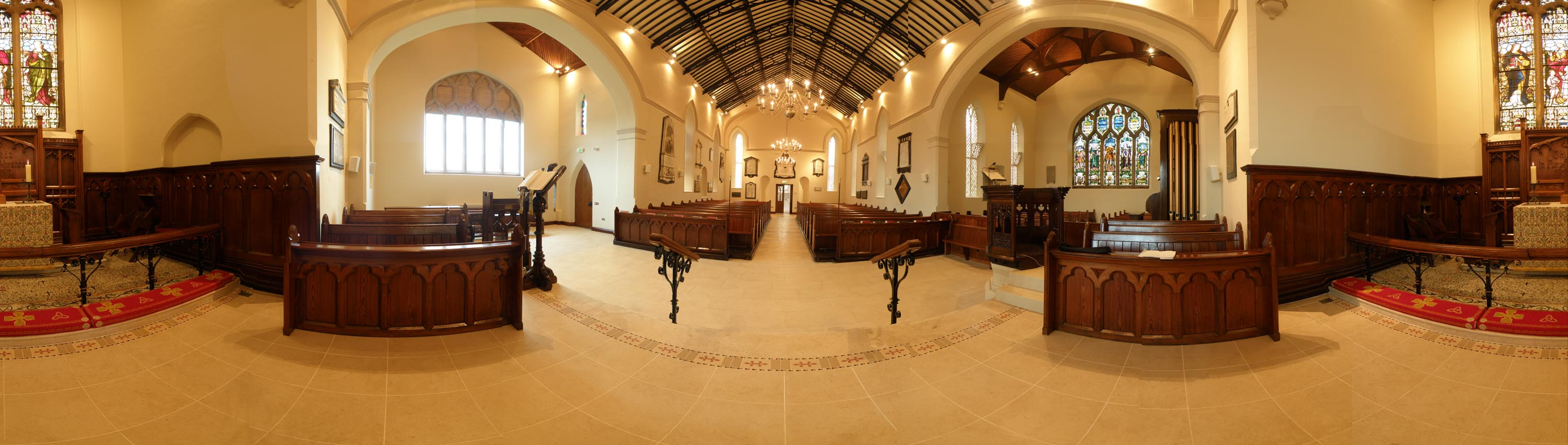
Интерьер церкви святой Марии в Комбере

Ко́мбер (англ. Comber, ирл. an Comar) — город в районе Ардс, находящийся в графстве Даун Северной Ирландии.
Местная железнодорожная станция была открыта 6 мая 1850 года и закрыта 24 апреля 1950 года.

## Демография
Комбер определяется Northern Ireland Statistics and Research Agency (NISRA) как малый таун (то есть как город с населением от 4500 до 10 000 человек).

## Известные жители
- В городе родился Томас Эндрюс (1873—1912), ирландский бизнесмен и судостроитель, конструктор лайнера «Титаник».